# Megachile thygaterella
Megachile thygaterella är en biart som beskrevs av Carlos Schrottky 1913. Megachile thygaterella ingår i släktet tapetserarbin, och familjen buksamlarbin. Inga underarter finns listade i Catalogue of Life.